# Mimudea elutalis
Mimudea elutalis là một loài bướm đêm trong họ Crambidae.